# Lanceonotus cinnamomi
Lanceonotus cinnamomi är en insektsart som beskrevs av Ananthasubramanian 1980. Lanceonotus cinnamomi ingår i släktet Lanceonotus och familjen hornstritar. Inga underarter finns listade i Catalogue of Life.